# Olympische Geschichte Irans
| Gelbes Symbol für Goldmedaillen mit stilisierten Olympischen Ringen | Graues Symbol für Silbermedaillen mit stilisierten Olympischen Ringen | Braundes Symbol für Bronzemedaillen mit stilisierten Olympischen Ringen |
| ------------------------------------------------------------------- | --------------------------------------------------------------------- | ----------------------------------------------------------------------- |
| 19                                                                  | 22                                                                    | 28                                                                      |

Erstmals nahm Iran an den Olympischen Spielen 1900 teil. Die  zweite Teilnahme folgte erst 48 Jahre später bei den Spielen von London im Jahr 1948. Seitdem hat das Land mit zwei Ausnahmen zu allen Olympischen Sommerspielen Athleten entsandt. 1980 und 1984 nahm die Islamische Republik Iran aufgrund des Ersten Golfkrieges nicht an den Spielen teil. Seit 1956 war Iran auch bei mehreren Olympischen Winterspielen vertreten. Jugendliche Sportler wurden zu beiden bislang ausgetragenen Jugend-Sommerspielen entsandt.

## Übersicht

### Sommerspiele

#### 1900 bis 1968
1900 in Paris trat mit dem Fechter Fereydoun Malkom der erste Iraner bei Olympischen Spielen an. Die erste Frau, die Iran bei Olympischen Spielen vertrat, war am 14. Oktober 1964 die Weitspringerin Simin Safamehr.
Mit einer offiziellen Olympiamannschaft kehrte Iran erst 1948 in London wieder auf die olympische Bühne zurück. Die Mannschaft bestand aus Gewichthebern, Ringern, Boxern, Schützen und einer Basketballmannschaft. Bei den folgenden Teilnahmen traten iranische Sportler in den Sportarten Leichtathletik (ab 1952), Radsport, Wasserspringen, Turnen, Schwimmen und Fußball (ab 1964), Wasserball (ab 1976), Tischtennis (ab 1992), Judo (ab 1996), Taekwondo, Reiten und Kanusport (ab 2000), Bogenschießen, Rudern und Badminton (ab 2008) und Volleyball (ab 2016) an.
Die Gewichtheber brachten 1948 den ersten Medaillengewinner Irans hervor. Im Federgewicht gewann Mohammad Jafar Salmasi die Bronzemedaille. Sein Teamkollege Mahmoud Namdjou erreichte im Bantamgewicht Platz 5. Im Freistilringen wurde Mansour Raisi Vierter im Fliegengewicht. 1952 gewann Mahmoud Namdjou dann Silber im Bantamgewicht, Ali Mirzaei holte Bronze. Im Halbschwergewicht belegte Mohammad Rahnavardi Platz 4. Fünf Medaillen gewannen die Freistilringer. Silber gewannen Nasser Givehchi im Federgewicht und Gholamreza Takhti im Mittelgewicht. Bronze ging an Mahmoud Mollaghasemi im Fliegengewicht, Jahanbakht Tofigh im Leichtgewicht und Abdollah Mojtabavi im Weltergewicht.
1956 gewann Gewichtheber Namdjou eine weitere Bronzemedaille im Bantamgewicht. Vierte Plätze erreichten Jalal Mansouri im Halbschwergewicht, Mohammad Rahnavardi im Mittelschwergewicht und Firuz Pojhan im Schwergewicht. Freistilringer wurden die ersten Olympiasieger Irans. Imam-Ali Habibi im Leichtgewicht und Gholamreza Takhti im Halbschwergewicht gewannen die ersten Goldmedaillen. Mohammad Ali Khojastehpour im Fliegengewicht und Mohammad Mehdi Yaghoubi im Bantamgewicht gewannen Silber.
Im Jahr 1960 gewann der Gewichtheber Hassan Esmaeil Elmkhah Bronze Bantamgewicht. Freistilringer Takhti gewann mit Silber im Halbschwergewicht seine dritte olympische Medaille. Bronze gewannen Mohammad Ebrahim Seifpour im Fliegengewicht und der griechisch-römische Ringer Mohammad Paziraei im Fliegengewicht. 1964 konnten zwei Bronzemedaillen im Freistil errungen werden durch Ali Akbar Heidari im Fliegengewicht und Mohammad-Ali Sanatkaran im Weltergewicht. Gholamreza Takhti wurde im Halbschwergewicht bei seiner vierten Olympiateilnahme Vierter. Die erstmals bei Olympischen Spielen teilnehmende Fußballmannschaft scheiterte schon in der Vorrunde. Gegen Deutschland verlor die Mannschaft mit 0:4.
1968 blieb Iran in der Tradition von siegreichen Gewichthebern und Ringern. Im Gewichtheben wurde Mohammad Nassiri Olympiasieger im Bantamgewicht. Parviz Jalayer gewann Silber im Leichtgewicht. Im Freistilringen wurde Abdollah Movahed Olympiasieger im Leichtgewicht. Bronze gewannen Aboutaleb Talebi im Bantamgewicht und Shamseddin Seyed Abbasi im Federgewicht.

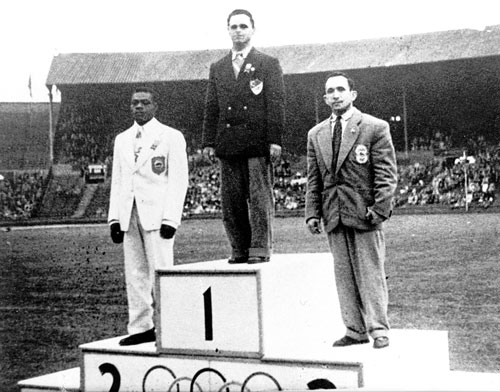
Siegerehrung im Gewichtheben 1948: Rechts mit Bronze Mohammad Jafar Salmasi
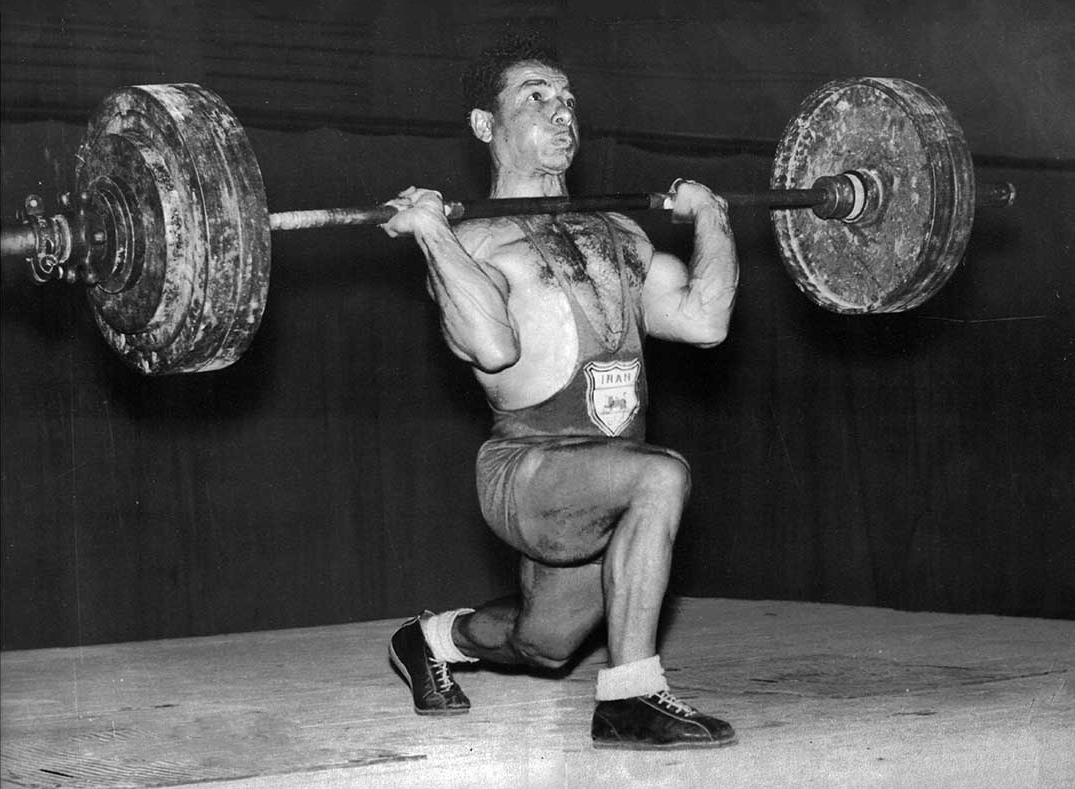
Mahmoud Namdjou, Silber 1952
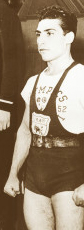
Ali Miraei, Bronze 1952
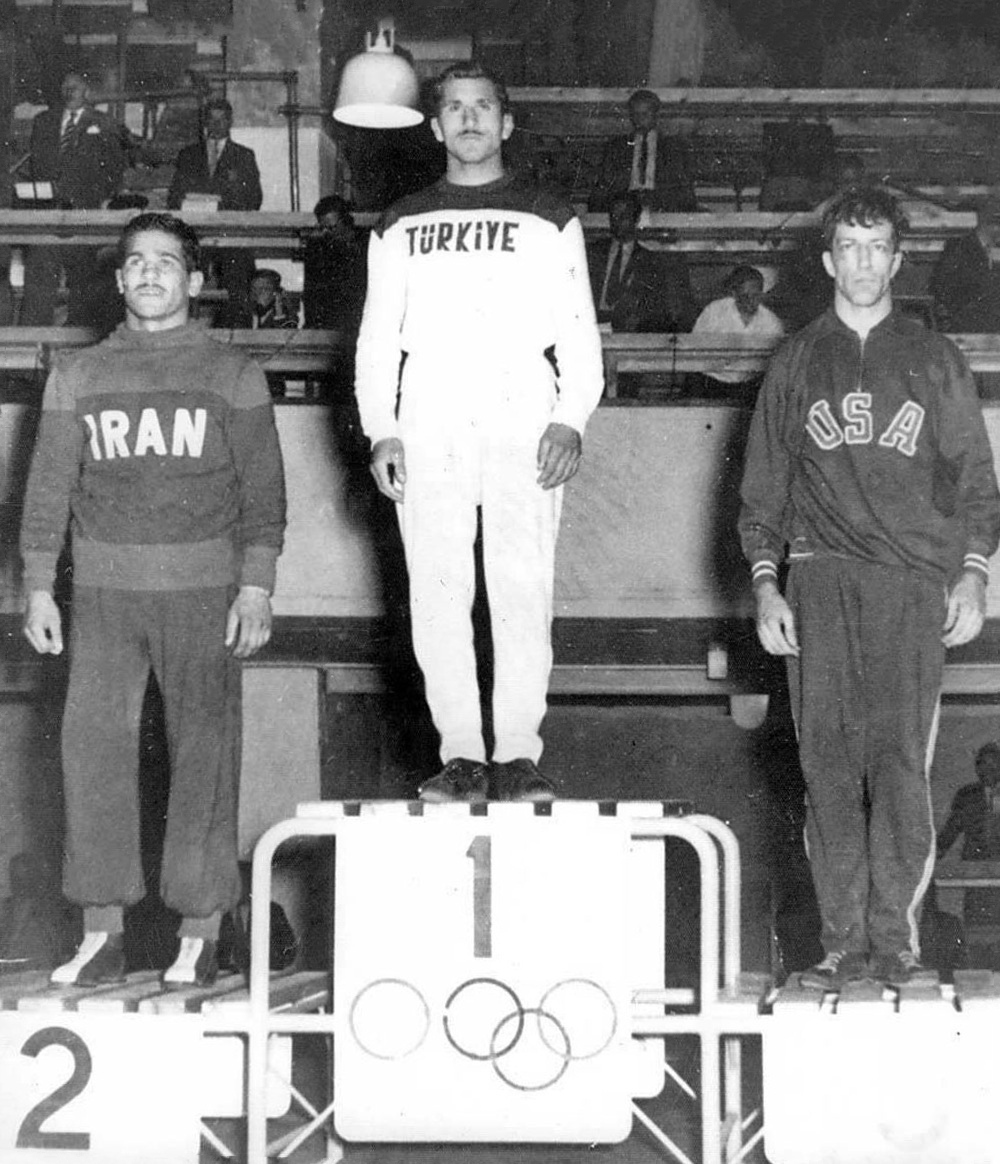
Siegerehrung im Ringen 1952: Links Nasser Givehchi mit Silber
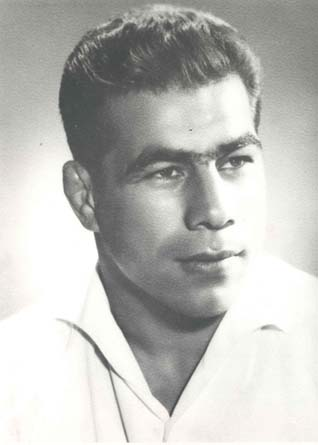
Gholamreza Takhti, Silber 1952, Olympiasieg 1956, Silber 1960
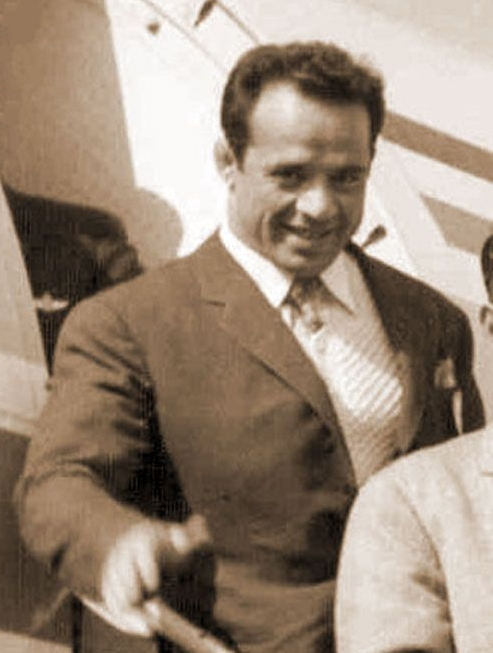
Jahanbakht Tofigh, Bronze 1952
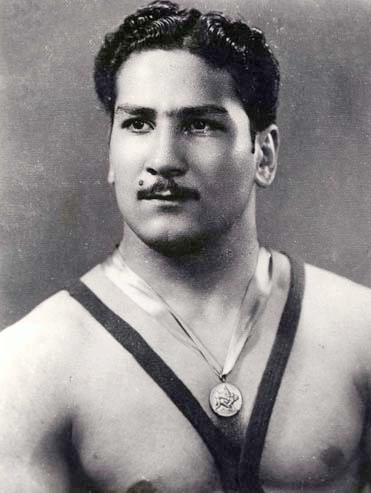
Abdollah Mojtabavi, Bronze 1952
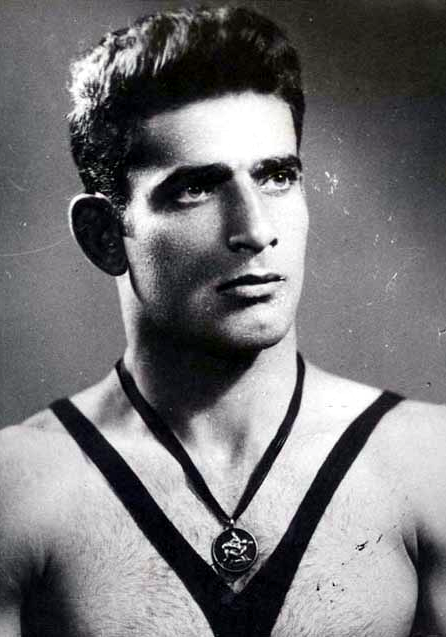
Imam-Ali Habibi, Olympiasieg 1956
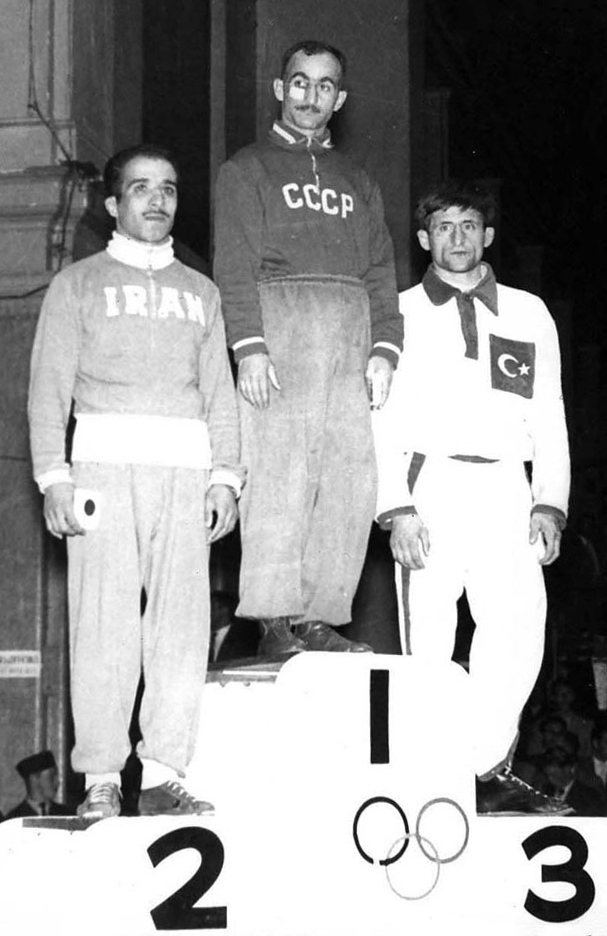
Siegerehrung im Ringen 1956: links Mohammad Ali Khojastepour mit Silber
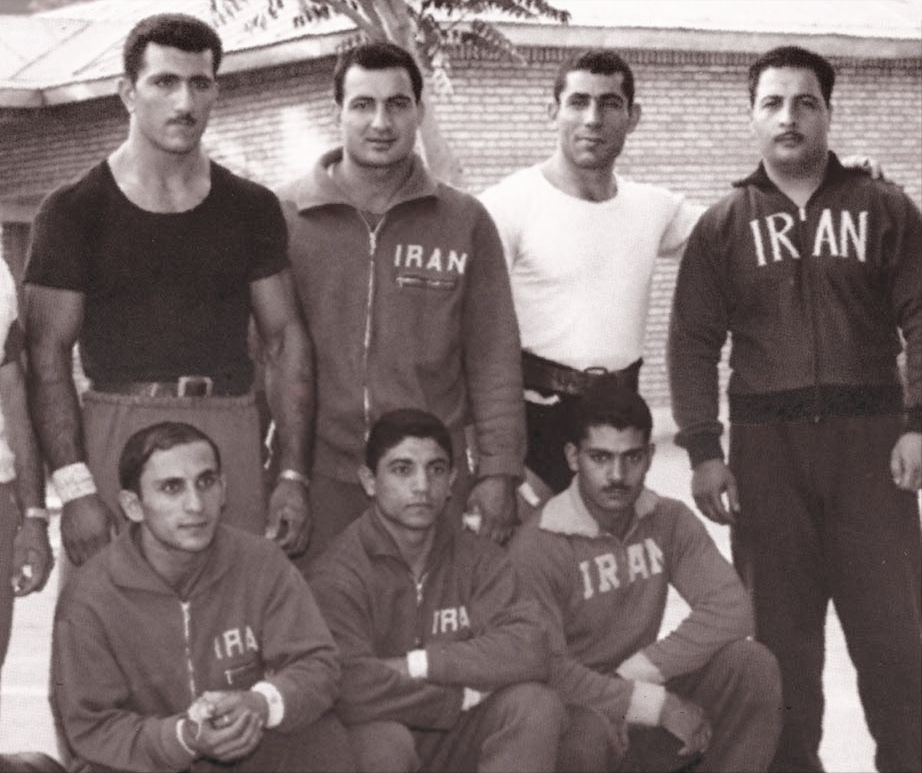
Das iranische Gewichtheberteam 1960 (v. l. n. r.): stehend Betreuer Ferdows, Mohamed Tehraniami, Betreuer Boroumand, Amiri Mangashti; sitzend Betreuer Tabatabai, Hassan Esmaeil Elmkhah und Ali Sonboli
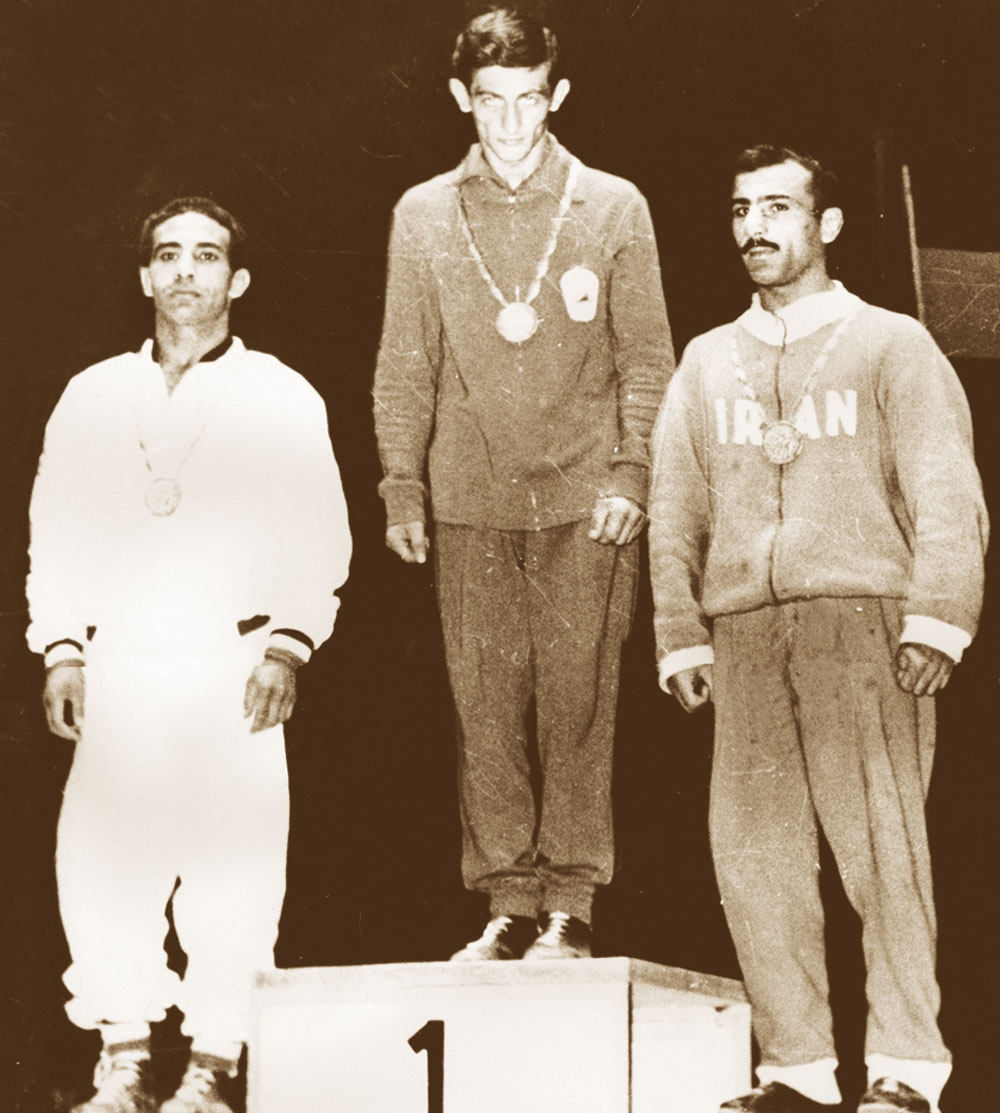
Siegerehrung im Ringen 1960: ganz rechts Mohammad Paziraei mit Bronze
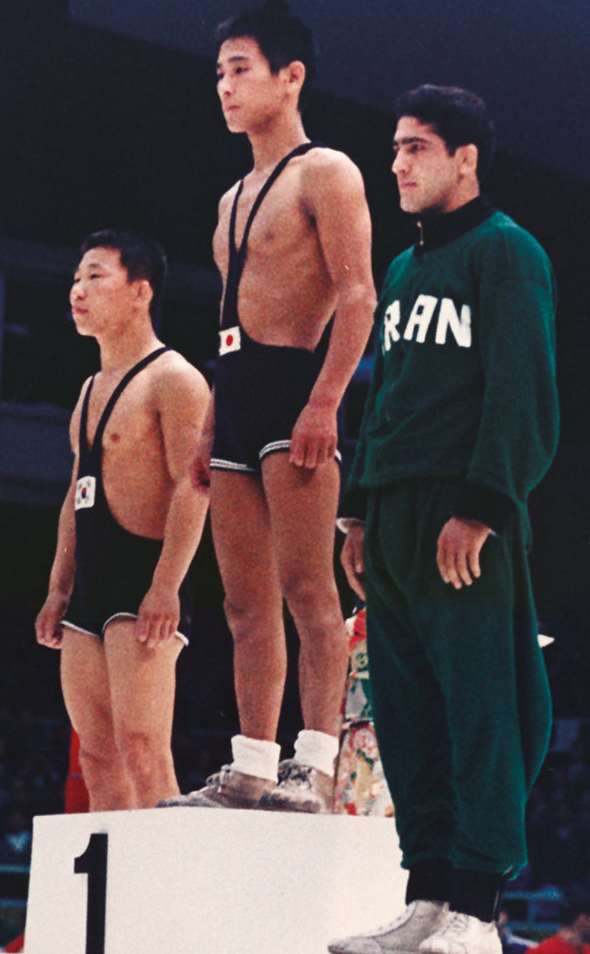
Siegerehrung im Ringen 1964: vorne Ali Akbar Heidari mit Bronze
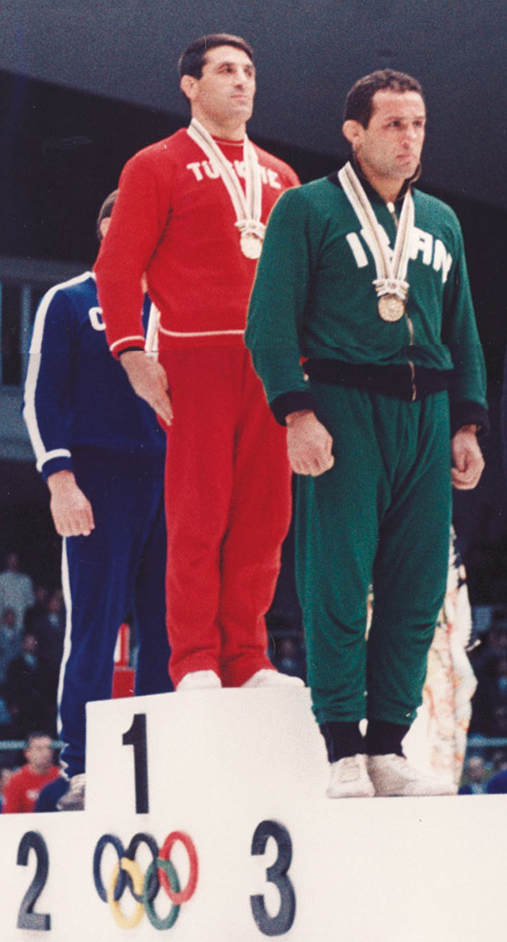
Siegerehrung im Ringen 1964: vorne Mohammad-Ali Sanatkaran mit Bronze
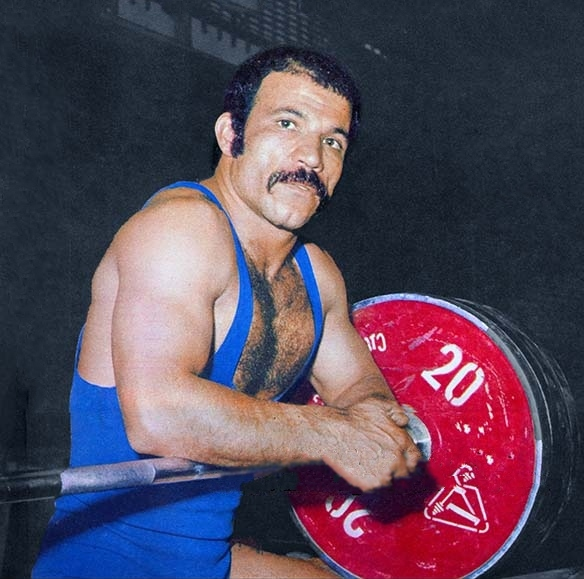
Mohammad Nassiri, Olympiasieg 1968, Silber 1972, Bronze 1976
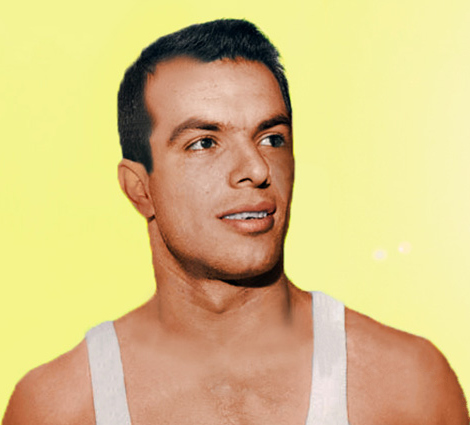
Parviz Jalayer, Silber 1968
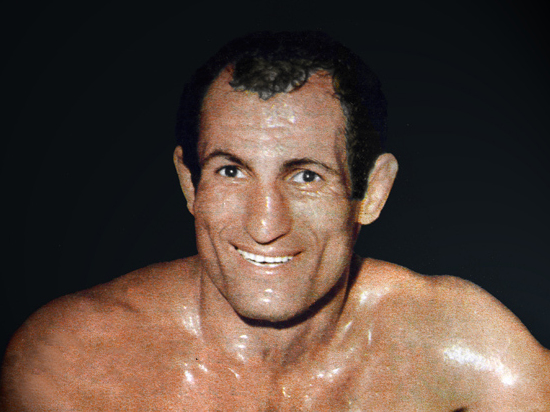
Abdollah Movahed, Olympiasieg 1968
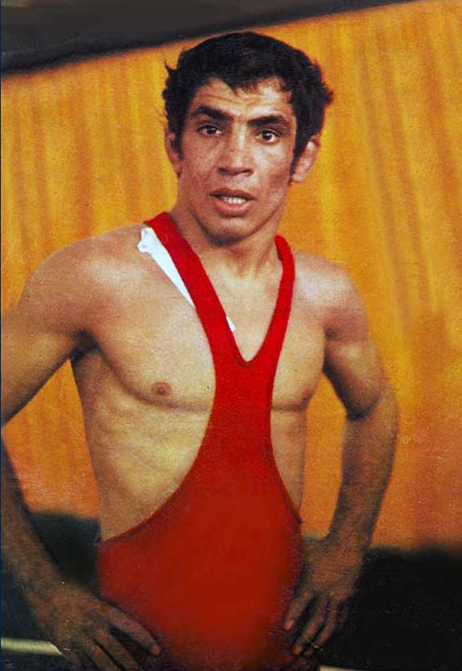
Shamseddin Seyed Abbasi, Bronze 1968
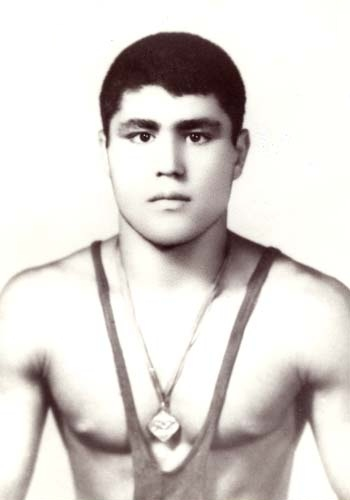
Aboutaleb Talebi, Bronze 1968

#### 1972 bis 1996
Auch 1972 sorgten Athleten aus den Bereichen Gewichtheben und Ringen für die Erfolge Irans. Im Gewichtheben gewann Titelverteidiger Mohammad Nassiri diesmal Silber im Bantamgewicht. Ebenfalls Silber gewann Rahim Aliabadi im Halbfliegengewicht des griechisch-römischen Ringens. Im Freistilringen holte Ibrahim Javadi Bronze im Halbfliegengewicht. Die Fußballmannschaft scheiterte erneut in der Vorrunde, konnte jedoch mit einem 1:0-Sieg über Brasilien einen Achtungserfolg vorweisen. 1976 gewann der Freistilringer Mansour Barzegar Silber im Weltergewicht. Gewichtheber Nassiri gewann mit Bronze im Fliegengewicht seine dritte olympische Medaille. Die Fußballmannschaft konnte sich erstmals für ein Viertelfinale qualifizieren. Hier scheiterte man mit 1:2 an der Sowjetunion.
1988 konnte die iranische Olympiamannschaft nur eine Medaille feiern. Im Bantamgewicht gewann Freistilringer Askari Mohammadian Silber. 1992 konnte Mohammadian den Erfolg, diesmal im Federgewicht, wiederholen. Hinzu kamen zwei Bronzemedaillen durch das Brüderpaar Amir Reza Khadem im Weltergewicht und Rasoul Khadem im Mittelgewicht. In Atlanta 1996 wurde Rasoul Khadem dann Olympiasieger im Halbschwergewicht, während sein Bruder Amir Reza im Mittelgewicht eine weitere Bronzemedaille gewinnen konnte. Abbas Jadidi gewann Silber im Schwergewicht.

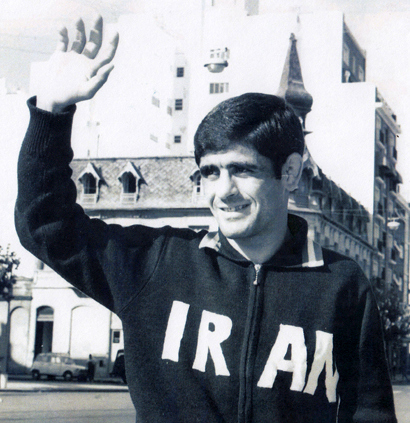
Rahim Aliabadi, Silber 1972
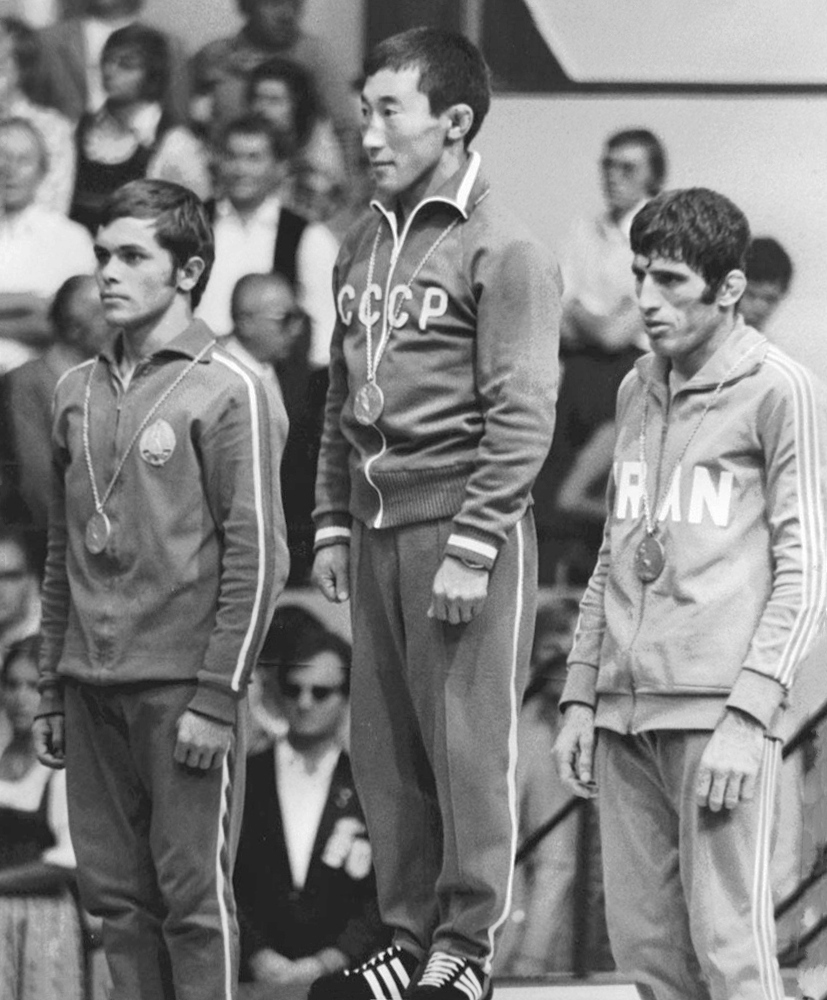
Siegerehrung im Ringen 1972: ganz rechts Ibrahim Javadi mit Bronze
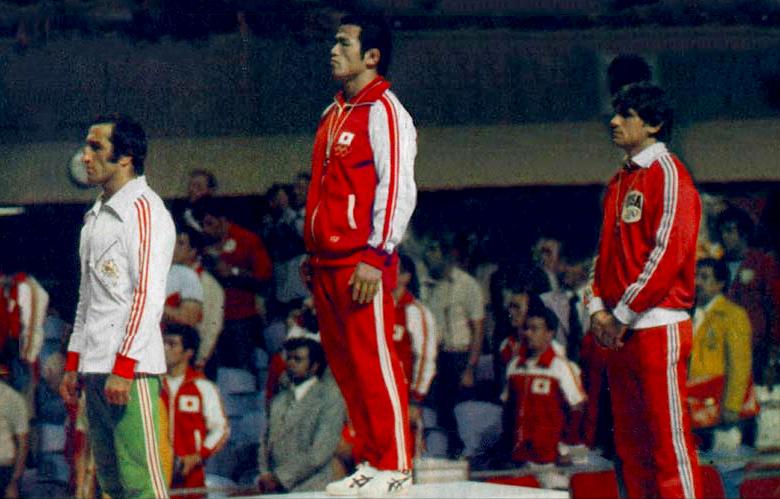
Siegerehrung im Ringen 1976: links Mansour Barzegar mit Silber
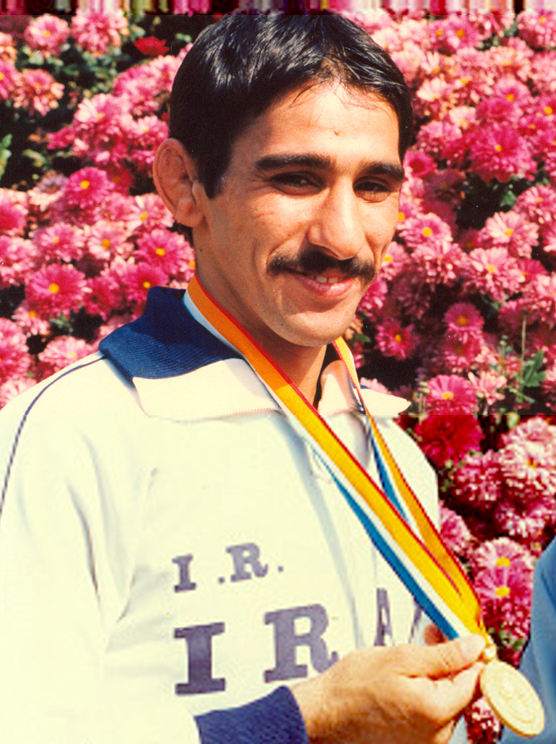
Askari Mohammadian, Silber 1988 und 1992
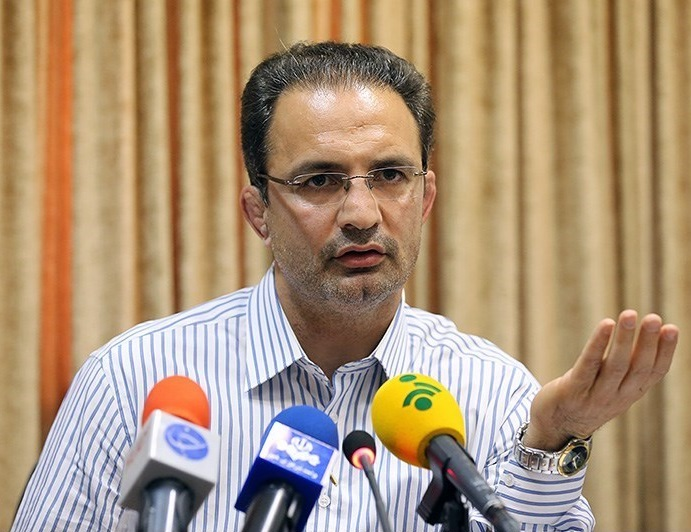
Amir Reza Khadem, Bronze 1992 und 1996 (Foto von 2014)
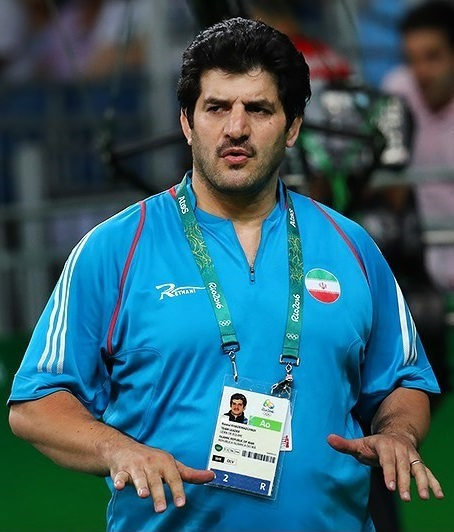
Rasoul Khadem, Bronze 1992, Olympiasieg 1996, als Ringerfunktionär bei den Olympischen Spielen 2016
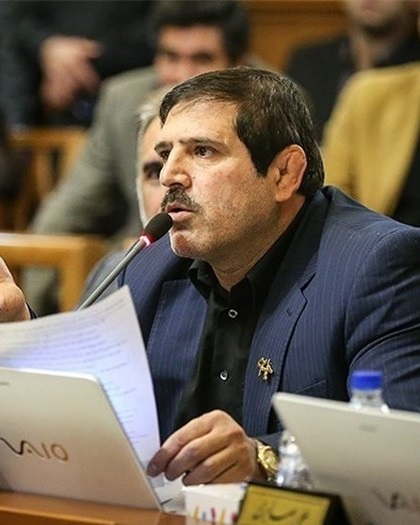
Abbas Jadidi, Silber 1996 (Foto um 2014)

#### 2000 bis heute
Drei Olympiasiege bedeuteten 2000 die bis dahin erfolgreichste Teilnahme einer iranischen Mannschaft bei Olympischen Spielen. Im Gewichtheben wurden Hossein Tavakoli im Schwergewicht und Hossein Rezazadeh im Superschwergewicht Olympiasieger. Den dritten Olympiasieg schaffte Freistilringer Alireza Dabir im Federgewicht. Bei der ersten Teilnahme an einem olympischen Taekwondo-Turnier gewann Hadi Saei Bonehkohal Bronze im Federgewicht.
2004 konnte Hossein Rezazadeh seinen Olympiasieg im Superschwergewicht wiederholen. Er war damit der erste Iraner, der eine zweite Goldmedaille gewann. Im Taekwondo wurde Hadi Saei Bonehkohal Olympiasieger im Federgewicht. Im Weltergewicht gewann Youssef Karami Bronze. Im Freistilringen gewann Masoud Mostafa Jokar Silber im Leichtgewicht. Ebenfalls Silber gewann Alireza Rezaei im Superschwergewicht. Hinzu kam eine Bronzemedaille durch Alireza Heidari im Schwergewicht. 2008 wurde Taekwondoin Hadi Saei Bonehkohal ein weiteres Mal Olympiasieger, diesmal im Weltergewicht. Zusammen mit dem Gewichtheber Hossein Rezazadeh war er der einzige Athlet Irans, der eine zweite Goldmedaille gewinnen konnte. Mit seiner 2000 gewonnenen Bronzemedaille ist er der bis heute erfolgreichste iranische Olympionike. Freistilringer Morad Mohammadi gewann Bronze im Leichtgewicht.
Die Teilnahme 2012 in London wurde für Iran zur bis heute erfolgreichsten Teilnahme an Olympischen Spielen. 13 Medaillen wurden gewonnen, darunter fünf Gold-, sechs Silber- und zwei Bronzemedaillen. Drei Olympiasieger waren Ringer im griechisch-römischen Stil. Hamid Soryan Reihanpour siegte im Federgewicht, Omid Haji Noroozi im Leichtgewicht und Ghasem Rezaei im Schwergewicht. Im Gewichtheben gab es zunächst eine Goldmedaille durch Behdad Salimikordasiabi im Superschwergewicht. Er gewann vor seinem Mannschaftskameraden Sajjad Anoushiravani. Ebenfalls Silber gewann Navab Nasirshelal im Schwergewicht. Zwei Dopingvorfälle brachten iranische Gewichtheber nachträglich in die Medaillenränge bzw. verbesserten die Medaille. Im Leichtschwergewicht belegte Kianoush Rostami zunächst Platz 3. Nachdem der Silbermedaillist, der Russe Apti Auchadow bei Nachtests des Dopings überführt und disqualifiziert wurde, erhielt Rostami die Silbermedaille. Im Mittelschwergewicht belegte Saeid Mohammadpour Platz 5. Sowohl der Olympiasieger, der Kasache Ilja Iljin, als auch die Russen Alexander Iwanow (Platz 2) und Andrei Demanow (Platz 4) und der Moldawier Anatolii Cîrîcu wurden bei Nachtests des Dopings überführt und disqualifiziert. Damit wurde Mohammadpour nachträglich Olympiasieger. Im Freistilringen erkämpften Sadegh Saeed Goudarzi Silber im Mittelgewicht, Ehsan Naser Lashgari Bronze im Halbschwergewicht und Komeil Ghasemi Bronze im Schwergewicht. Die beiden übrigen Silbermedaillen gewannen der Taekwondoin Mohammad Bagheri Motamed im Federgewicht und der Leichtathlet Ehsan Hadadi im Diskuswurf. Die Sportschützin Elaheh Ahmadi erreichte mit dem Luftgewehr Platz 6.
2016 in Rio de Janeiro erreichten die Gewichtheber zwei Olympiasiege durch Kianoush Rostami im Leichtschwergewicht und Sohrab Moradi im Mittelschwergewicht. Einen weiteren Olympiasieg erkämpfte Freistilringer Hassan Yazdani im Mittelgewicht. Komeil Ghasemi gewann Silber im Superschwergewicht, Hassan Rahimi Bronze im Federgewicht. Zwei Bronzemedaillen wurden im griechisch-römischen Stil errungen durch Saeid Mourad Abdvali im Mittelgewicht und Ghasem Razaei im Schwergewicht. Die Taekwondoin Kimia Alisadeh gewann im Federgewicht die Bronzemedaille und war damit die erste iranische Athletin, die eine olympische Medaille gewinnen konnte. Im Säbelfechten erreichte Mojtaba Abedini Platz 4. Schützin Elaheh Ahmadi wiederholte ihren sechsten Platz mit dem Luftgewehr. Ihre Teamkameradin Najmeh Khedmati belegte im Dreistellungskampf mit dem Kleinkalibergewehr Platz 8.

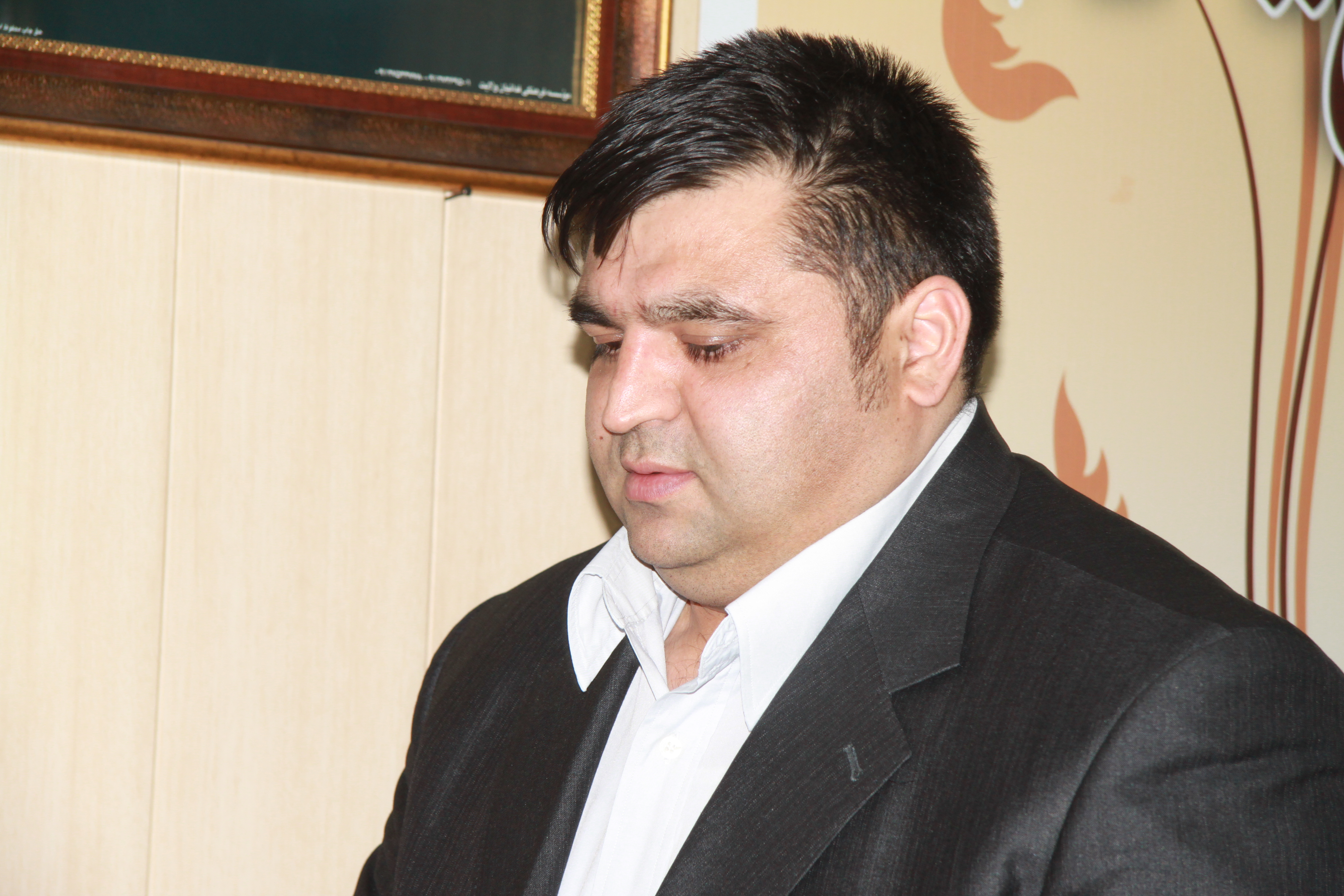
Hossein Rezazadeh, Olympiasieg 2000 und 2004
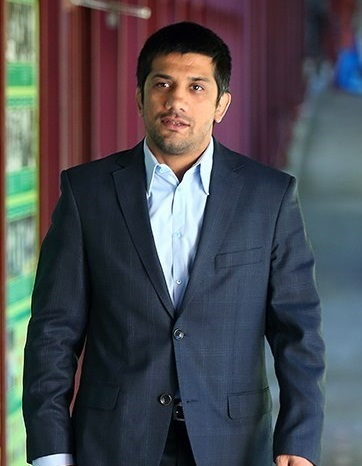
Alireza Dabir, Olympiasieg 2000
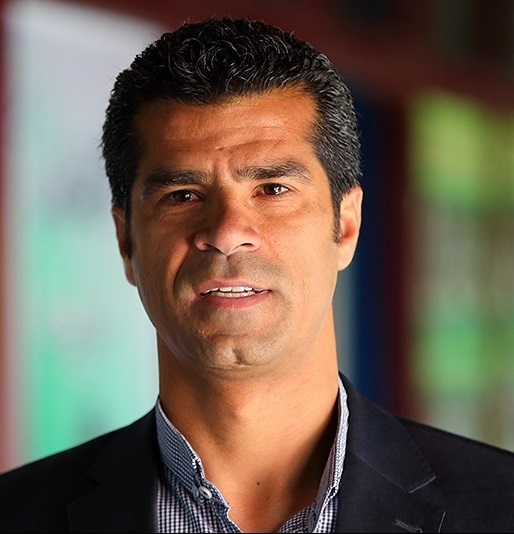
Hadi Saei Bonehkohal, Bronze 2000, Olympiasieg 2004 und 2008
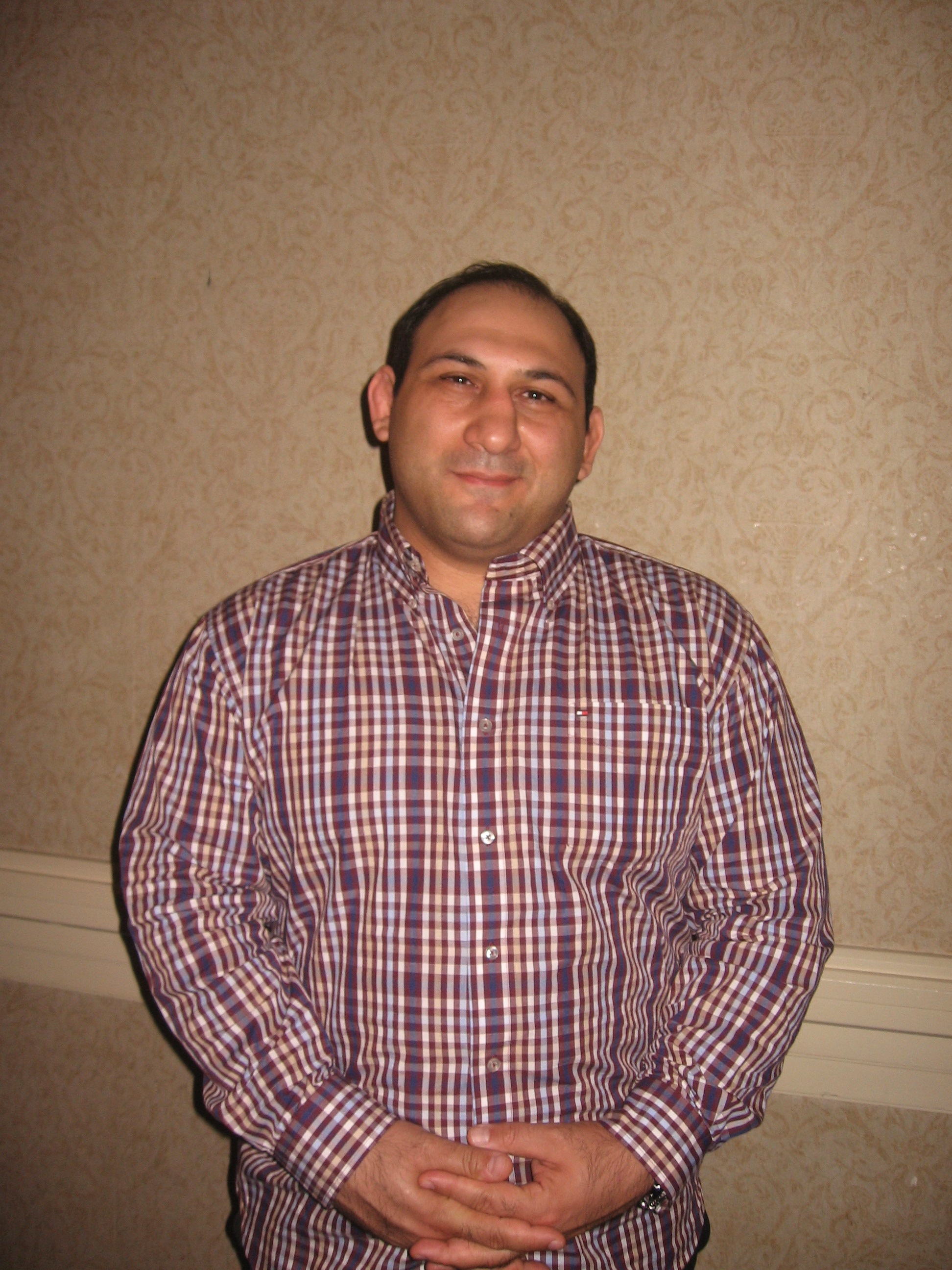
Alireza Rezaei, Silber 2004 (Foto von 2010)
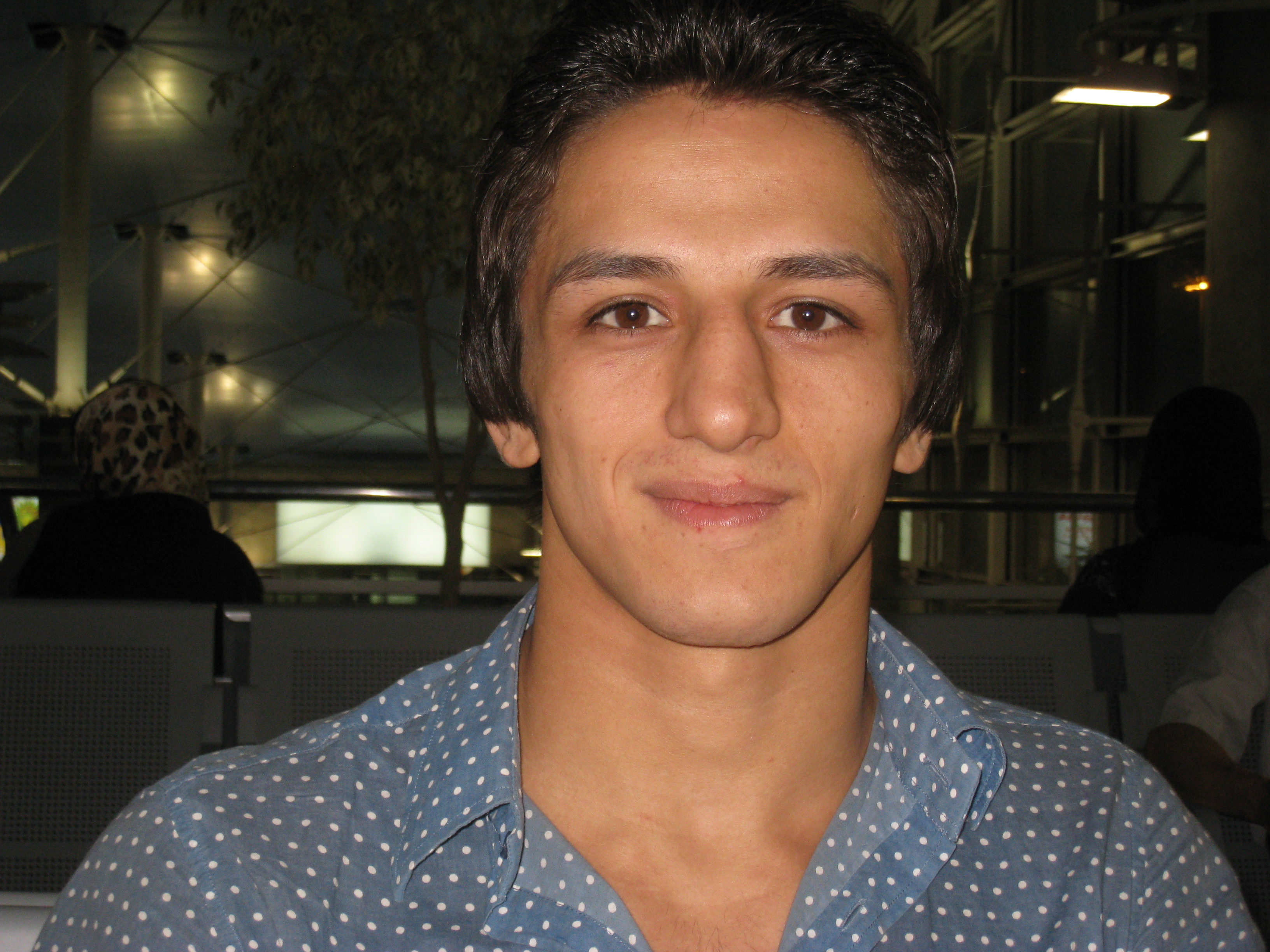
Rasoul Hamid Soryan Reihanpour, Olympiasieg 2012
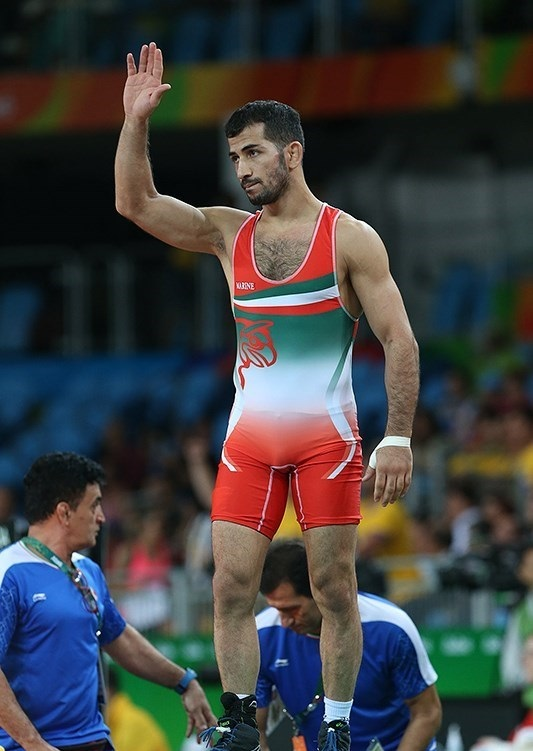
Omid Haji Noroozi, Olympiasieg 2012
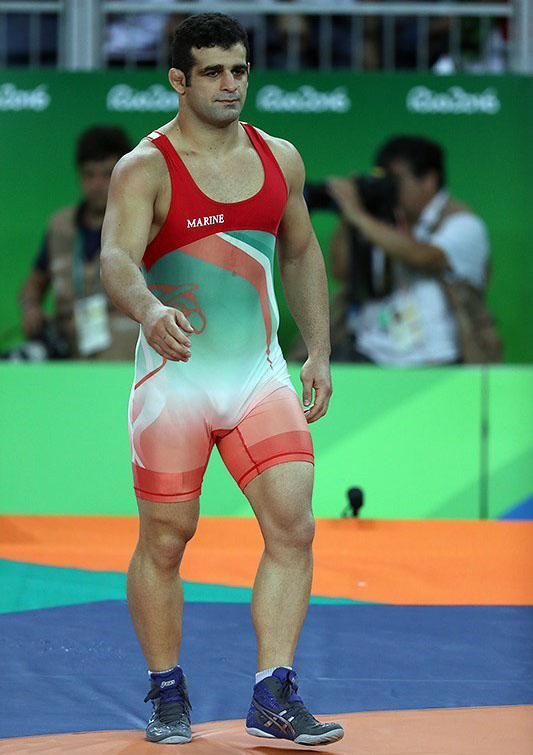
Ghasem Rezaei, Olympiasieg 2012, Bronze 2016
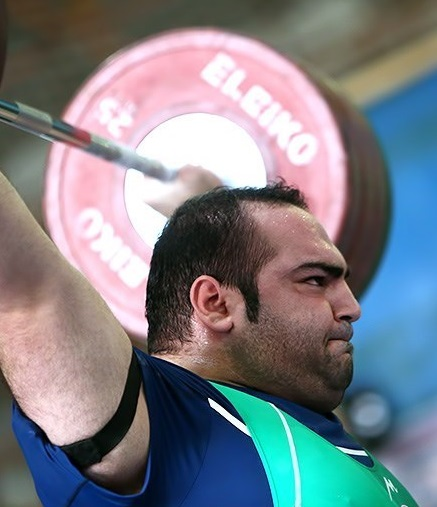
Behdad Salimikordasiabi, Olympiasieg 2012
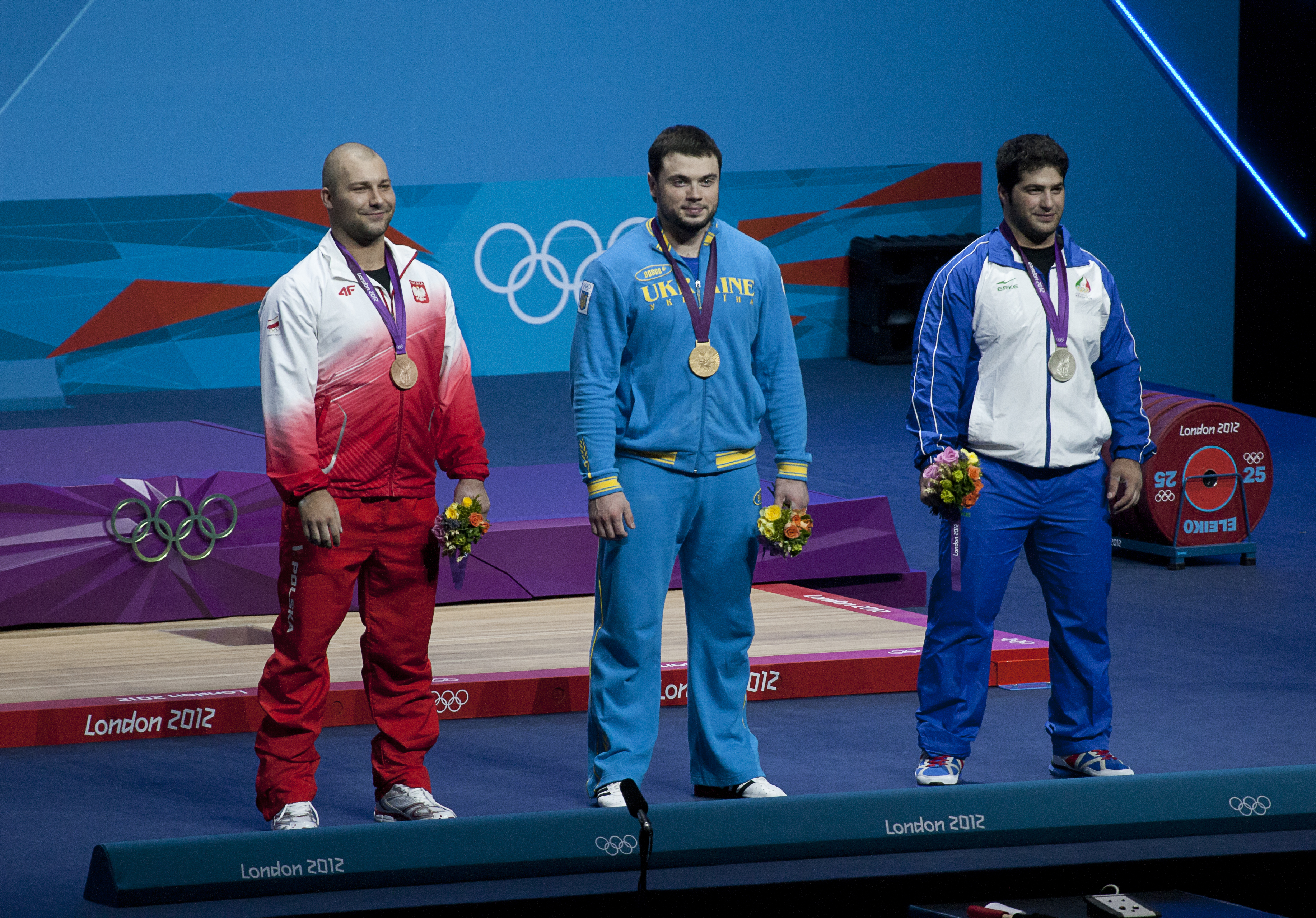
Siegerehrung im Gewichtheben 2012: rechts Navab Nasirshelal mit Silber
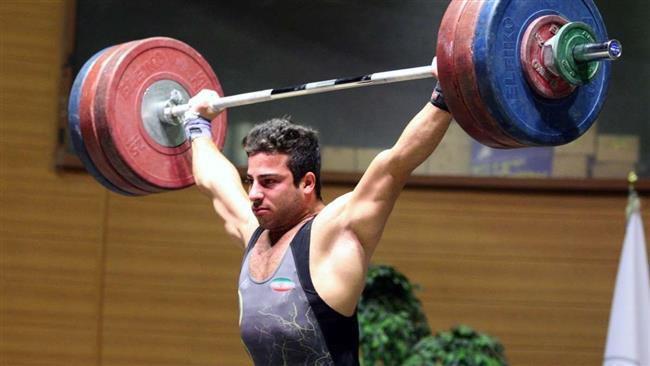
Kianoush Rostami, Silber 2012, Olympiasieg 2016
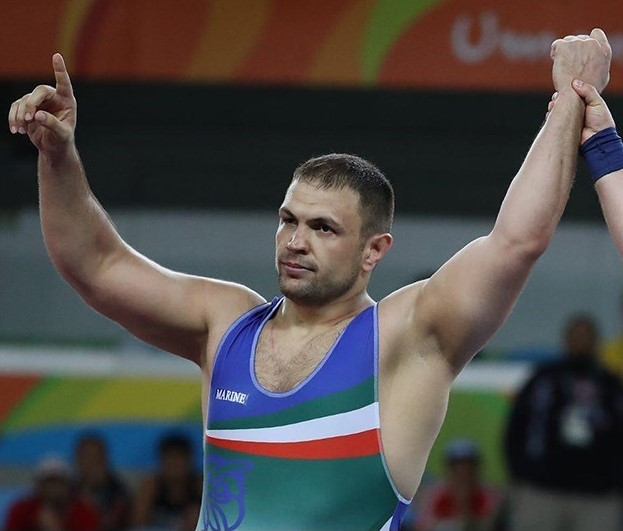
Komeil Ghasemi, Bronze 2012, Silber 2016
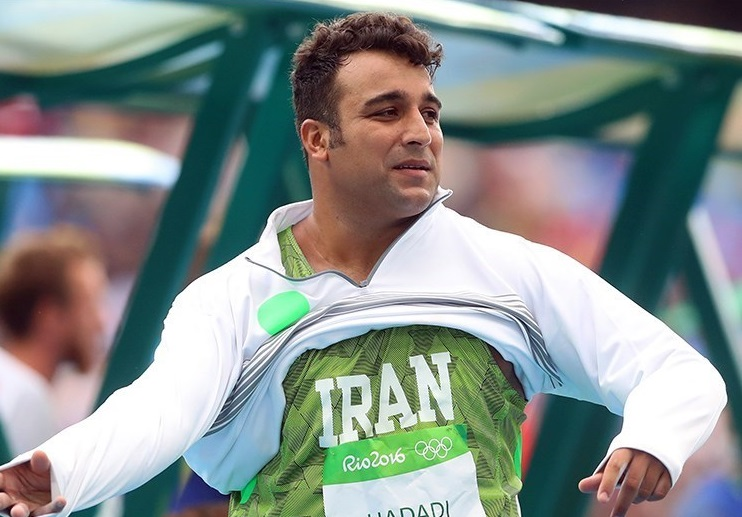
Ehsan Hadadi, Silber 2012
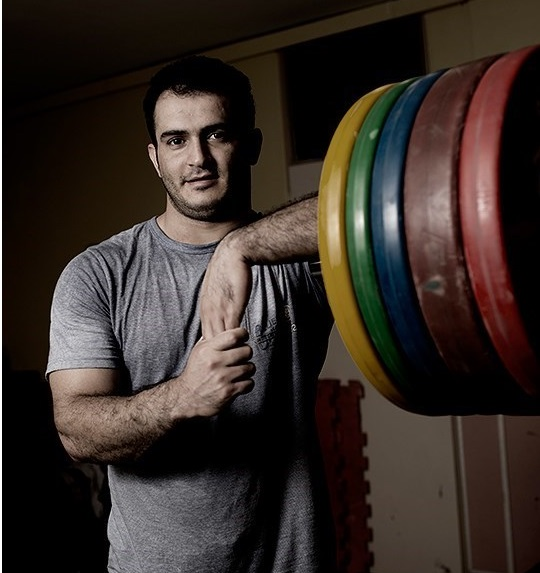
Sohrab Moradi, Olympiasieg 2016
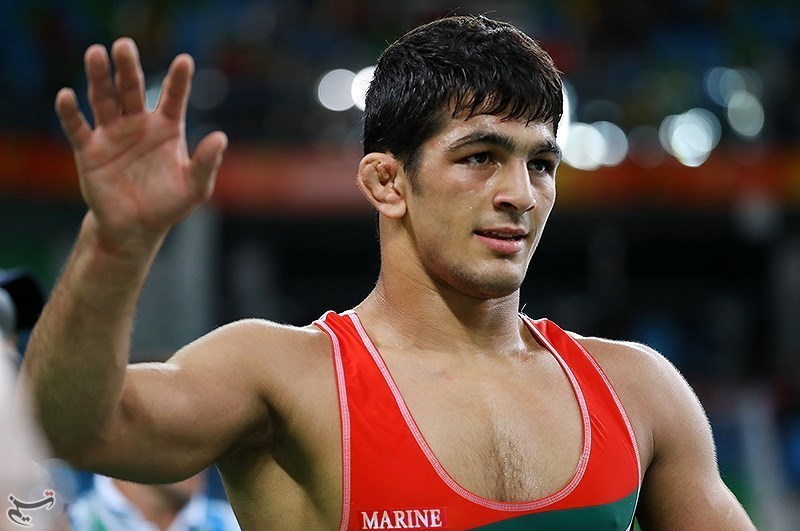
Hassan Yazdani, Olympiasieg 2016
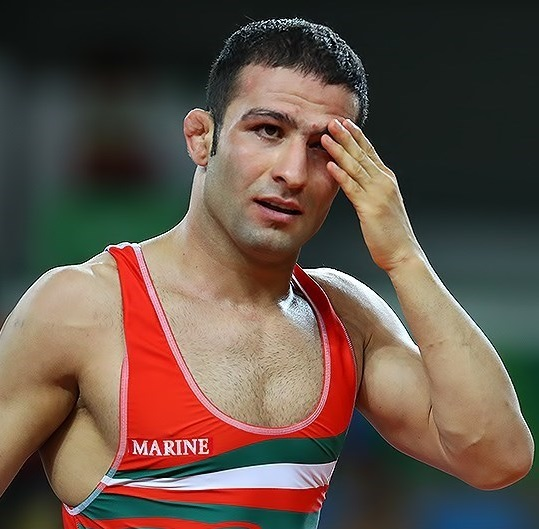
Hassan Rahimi, Bronze 2016
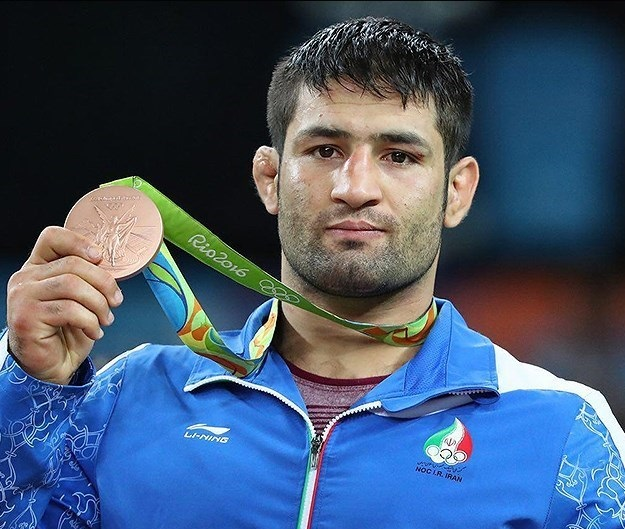
Saeid Mourad Abdvali, Bronze 2016
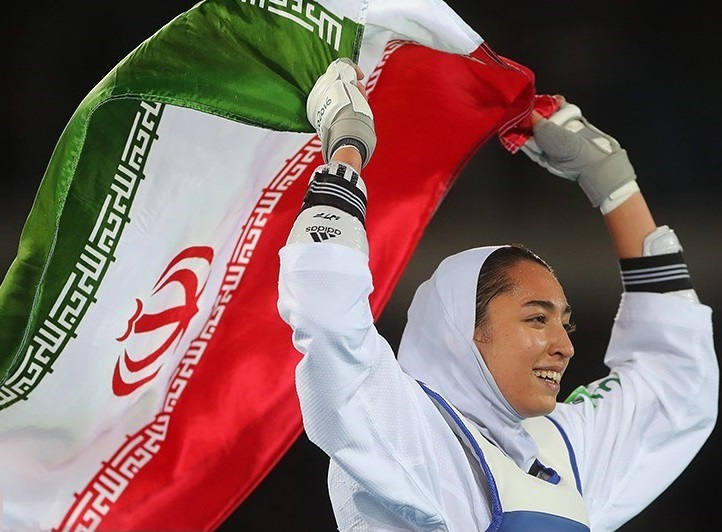
Kimia Alisadeh, Bronze 2016

### Winterspiele
Erstmals nahm Iran 1956 an Olympischen Winterspielen teil. Die erste Winter-Olympiamannschaft bestand aus alpinen Skirennfahrern. Iran nahm bei folgenden Winterspielen zudem im Skilanglauf (ab 2002) teil.
Die ersten Winterolympioniken waren am 29. Januar 1956 Reza Bazargan, Mahmoud Beiglou und Benik Amirian. Erst am 24. Februar 2010 ging mit Marjan Kalhor die erste Frau des Landes bei Winterspielen an den Start.
Die besten Ergebnisse, jeweils der 30. Platz im Gesamtklassement, erzielten 1964 Karim Aga Khan, 1998 Hassan Shemshaki ebenfalls und 2014 Mohammad Kiadarbandsari. Alle drei Ergebnisse wurden im alpinen Slalom erzielt.

### Jugendspiele
52 Jugendliche, 31 Jungen und 21 Mädchen, nahmen bei den ersten Olympischen Jugend-Sommerspielen 2010 in Singapur in den Sportarten Bogenschießen, Schwimmen, Taekwondo, Basketball, Boxen, Kanusport, Fußball, Judo, Schießen Volleyball, Ringen und Gewichtheben teil. Insgesamt wurden fünf Medaillen gewonnen, zwei Gold-, zwei Silber- und eine Bronzemedaille. Olympiasieger wurden der Taekwondoin Kaveh Rezaei im Federgewicht und Gewichtheber Alireza Kazeminejad im Superschwergewicht. Silber gewannen der Taekwondoin Mohammad Soleimani im Fliegengewicht und der Freistilringer Mehran Sheikhi im Fliegengewicht. Bronze ging an den Ringer Youssef Ghaderina im Halbschwergewicht.
Bei den Olympischen Jugend-Sommerspielen 2014 in Nanjing nahmen 16 Jugendliche teil, diesmal 14 Jungen und zwei Mädchen. Die Athleten traten in den Sportarten Leichtathletik, Beach-Volleyball, Schießen, Schwimmen, Reiten, Judo, Taekwondo, Ringen und Gewichtheben an. Die Athleten gewannen sechs Medaillen, drei Gold- und drei Bronzemedaillen. Olympiasieger wurden der Judoka Ramin Safavieh im Schwergewicht, der Taekwondoin Mehdi Eshaghi im Fliegengewicht und die Taekwondoin Kimia Alizadeh im Halbschwergewicht. Bronze gewannen der Taekwondoin Danial Salehimehr im Halbschwergewicht, sowie die Ringer Mohammad Aghania im Federgewicht und Keramat Abdevali im Leichtgewicht, beide im griechisch-römischen Stil.
Bei den Jugend-Winterspielen 2012 in Innsbruck gingen drei Jugendliche, zwei Jungen und ein Mädchen, in den Sportarten Ski Alpin und Skilanglauf an den Start. Bei den Jugend-Winterspielen 2016 in Lillehammer waren zwei Jugendliche, jeweils ein Junge und ein Mädchen, dabei. Sie nahmen in den alpinen Skiwettbewerben teil.

## Übersicht der Teilnehmer

### Sommerspiele
| Jahr      | Athleten           | Athleten           | Athleten           | Flaggenträger          | Sportarten         | Sportarten         | Sportarten         | Sportarten         | Sportarten         | Sportarten         | Sportarten         | Sportarten         | Sportarten         | Sportarten         | Sportarten         | Sportarten         | Sportarten         | Sportarten         | Sportarten         | Sportarten         | Sportarten         | Sportarten         | Sportarten         | Sportarten         | Sportarten         | Sportarten         | Medaillen          | Medaillen          | Medaillen          | Medaillen          | Medaillen          |
| Jahr      | Gesamt             | m                  | w                  | Flaggenträger          | Fechten            | Gewichtheben       | Ringen             | Boxen              | Schießen           | Basketball         | Leichtathletik     | Radsport           | Wasserspringen     | Turnen             | Schwimmen          | Fußball            | Wasserball         | Tischtennis        | Judo               | Taekwondo          | Reiten             | Kanusport          | Bogenschießen      | Rudern             | Badminton          | Volleyball         |                    |                    |                    | Gesamt             | Rang               |
| --------- | ------------------ | ------------------ | ------------------ | ---------------------- | ------------------ | ------------------ | ------------------ | ------------------ | ------------------ | ------------------ | ------------------ | ------------------ | ------------------ | ------------------ | ------------------ | ------------------ | ------------------ | ------------------ | ------------------ | ------------------ | ------------------ | ------------------ | ------------------ | ------------------ | ------------------ | ------------------ | ------------------ | ------------------ | ------------------ | ------------------ | ------------------ |
| 1896      | nicht teilgenommen | nicht teilgenommen | nicht teilgenommen | nicht teilgenommen     | nicht teilgenommen | nicht teilgenommen | nicht teilgenommen | nicht teilgenommen | nicht teilgenommen | nicht teilgenommen | nicht teilgenommen | nicht teilgenommen | nicht teilgenommen | nicht teilgenommen | nicht teilgenommen | nicht teilgenommen | nicht teilgenommen | nicht teilgenommen | nicht teilgenommen | nicht teilgenommen | nicht teilgenommen | nicht teilgenommen | nicht teilgenommen | nicht teilgenommen | nicht teilgenommen | nicht teilgenommen | nicht teilgenommen | nicht teilgenommen | nicht teilgenommen | nicht teilgenommen | nicht teilgenommen |
| 1900      | 1                  | 1                  | 0                  |                        | 1                  |                    |                    |                    |                    |                    |                    |                    |                    |                    |                    |                    |                    |                    |                    |                    |                    |                    |                    |                    |                    |                    |                    |                    |                    |                    |                    |
| 1904–1936 | nicht teilgenommen | nicht teilgenommen | nicht teilgenommen | nicht teilgenommen     | nicht teilgenommen | nicht teilgenommen | nicht teilgenommen | nicht teilgenommen | nicht teilgenommen | nicht teilgenommen | nicht teilgenommen | nicht teilgenommen | nicht teilgenommen | nicht teilgenommen | nicht teilgenommen | nicht teilgenommen | nicht teilgenommen | nicht teilgenommen | nicht teilgenommen | nicht teilgenommen | nicht teilgenommen | nicht teilgenommen | nicht teilgenommen | nicht teilgenommen | nicht teilgenommen | nicht teilgenommen | nicht teilgenommen | nicht teilgenommen | nicht teilgenommen | nicht teilgenommen | nicht teilgenommen |
| 1948      | 36                 | 36                 | 0                  | Mostafa Baharmast      |                    | 5                  | 7                  | 8                  | 3                  | 13                 |                    |                    |                    |                    |                    |                    |                    |                    |                    |                    |                    |                    |                    |                    |                    |                    |                    |                    | 1                  | 1                  | 34                 |
| 1952      | 22                 | 22                 | 0                  | Mahmoud Namdjou        |                    | 7                  | 8                  | 6                  |                    |                    | 1                  |                    |                    |                    |                    |                    |                    |                    |                    |                    |                    |                    |                    |                    |                    |                    |                    | 3                  | 4                  | 7                  | 30                 |
| 1956      | 17                 | 17                 | 0                  | Mahmoud Namdjou        |                    | 7                  | 8                  |                    |                    |                    | 2                  |                    |                    |                    |                    |                    |                    |                    |                    |                    |                    |                    |                    |                    |                    |                    | 2                  | 2                  | 1                  | 5                  | 14                 |
| 1960      | 23                 | 23                 | 0                  | Jafar Salmasi          |                    | 5                  | 12                 | 4                  | 1                  |                    | 1                  |                    |                    |                    |                    |                    |                    |                    |                    |                    |                    |                    |                    |                    |                    |                    |                    | 1                  | 3                  | 4                  | 27                 |
| 1964      | 62                 | 58                 | 4                  | Nosratallah Shahmir    | 4                  | 5                  | 12                 | 5                  | 4                  |                    | 8                  | 4                  | 1                  | 2                  | 1                  | 16                 |                    |                    |                    |                    |                    |                    |                    |                    |                    |                    |                    |                    | 2                  | 2                  | 34                 |
| 1968      | 14                 | 14                 | 0                  | Abolfazl Anvari        |                    | 4                  | 9                  |                    |                    |                    | 1                  |                    |                    |                    |                    |                    |                    |                    |                    |                    |                    |                    |                    |                    |                    |                    | 2                  | 1                  | 2                  | 5                  | 19                 |
| 1972      | 48                 | 48                 | 0                  | Abdollah Movahed       | 2                  | 3                  | 14                 | 5                  |                    |                    | 3                  | 4                  |                    |                    |                    | 17                 |                    |                    |                    |                    |                    |                    |                    |                    |                    |                    |                    | 2                  | 1                  | 3                  | 28                 |
| 1976      | 84                 | 80                 | 4                  | Moslem Eskandar-Filabi | 13                 | 7                  | 17                 | 6                  | 4                  |                    | 4                  | 7                  |                    |                    |                    | 15                 | 11                 |                    |                    |                    |                    |                    |                    |                    |                    |                    |                    | 1                  | 1                  | 2                  | 33                 |
| 1980–1984 | nicht teilgenommen | nicht teilgenommen | nicht teilgenommen | nicht teilgenommen     | nicht teilgenommen | nicht teilgenommen | nicht teilgenommen | nicht teilgenommen | nicht teilgenommen | nicht teilgenommen | nicht teilgenommen | nicht teilgenommen | nicht teilgenommen | nicht teilgenommen | nicht teilgenommen | nicht teilgenommen | nicht teilgenommen | nicht teilgenommen | nicht teilgenommen | nicht teilgenommen | nicht teilgenommen | nicht teilgenommen | nicht teilgenommen | nicht teilgenommen | nicht teilgenommen | nicht teilgenommen | nicht teilgenommen | nicht teilgenommen | nicht teilgenommen | nicht teilgenommen | nicht teilgenommen |
| 1988      | 23                 | 23                 | 0                  | Mohamed Reza Tupchi    |                    | 15                 |                    |                    |                    |                    | 1                  | 7                  |                    |                    |                    |                    |                    |                    |                    |                    |                    |                    |                    |                    |                    |                    |                    | 1                  |                    | 1                  | 36                 |
| 1992      | 36                 | 36                 | 0                  | Ali Reza Soleimani     |                    | 5                  | 16                 | 5                  |                    |                    | 2                  | 7                  |                    |                    |                    |                    |                    | 1                  |                    |                    |                    |                    |                    |                    |                    |                    |                    | 1                  | 2                  | 3                  | 44                 |
| 1996      | 18                 | 17                 | 1                  | Lida Fariman           |                    |                    | 10                 | 4                  | 1                  |                    | 1                  |                    |                    |                    | 1                  |                    |                    |                    | 1                  |                    |                    |                    |                    |                    |                    |                    | 1                  | 1                  | 1                  | 3                  | 43                 |
| 2000      | 33                 | 32                 | 1                  | Amir Reza Khadem       |                    | 6                  | 11                 | 3                  | 1                  |                    | 1                  | 2                  |                    |                    | 1                  |                    |                    | 1                  | 3                  | 2                  | 1                  | 1                  |                    |                    |                    |                    | 3                  |                    | 1                  | 4                  | 27                 |
| 2004      | 37                 | 36                 | 1                  | Arash Miresmaeili      |                    | 6                  | 13                 | 1                  | 1                  |                    | 2                  | 4                  |                    |                    | 1                  |                    |                    | 1                  | 6                  | 2                  |                    |                    |                    |                    |                    |                    | 2                  | 2                  | 2                  | 6                  | 29                 |
| 2008      | 54                 | 51                 | 3                  | Homa Hosseini          |                    | 3                  | 12                 | 3                  |                    | 12                 | 6                  | 3                  |                    |                    |                    |                    |                    | 1                  | 6                  | 3                  |                    |                    | 2                  | 2                  | 1                  |                    | 1                  |                    | 1                  | 2                  | 51                 |
| 2012      | 52                 | 44                 | 8                  | Ali Mazaheri           | 1                  | 6                  | 13                 | 4                  | 3                  |                    | 10                 | 3                  |                    |                    | 1                  |                    |                    | 2                  |                    | 3                  |                    | 2                  | 2                  | 2                  |                    |                    | 7                  | 5                  | 1                  | 13                 | 12                 |
| 2016      | 63                 | 54                 | 9                  | Zahra Nemati           | 2                  | 5                  | 12                 | 1                  | 5                  |                    | 10                 | 3                  |                    |                    | 1                  |                    |                    | 3                  | 2                  | 4                  |                    | 1                  | 1                  | 1                  |                    | 12                 | 3                  | 1                  | 4                  | 8                  | 25                 |
| Gesamt    | Gesamt             | Gesamt             | Gesamt             | Gesamt                 | Gesamt             | Gesamt             | Gesamt             | Gesamt             | Gesamt             | Gesamt             | Gesamt             | Gesamt             | Gesamt             | Gesamt             | Gesamt             | Gesamt             | Gesamt             | Gesamt             | Gesamt             | Gesamt             | Gesamt             | Gesamt             | Gesamt             | Gesamt             | Gesamt             | Gesamt             | 19                 | 22                 | 28                 | 69                 | 44                 |

### Winterspiele
| Jahr      | Athleten           | Athleten           | Athleten           | Flaggenträger                         | Sportarten         | Sportarten         | Medaillen          | Medaillen          | Medaillen          | Medaillen          | Medaillen          |
| Jahr      | Gesamt             | m                  | w                  | Flaggenträger                         | Ski Alpin          | Skilanglauf        |                    |                    |                    | Gesamt             | Rang               |
| --------- | ------------------ | ------------------ | ------------------ | ------------------------------------- | ------------------ | ------------------ | ------------------ | ------------------ | ------------------ | ------------------ | ------------------ |
| 1924–1952 | nicht teilgenommen | nicht teilgenommen | nicht teilgenommen | nicht teilgenommen                    | nicht teilgenommen | nicht teilgenommen | nicht teilgenommen | nicht teilgenommen | nicht teilgenommen | nicht teilgenommen | nicht teilgenommen |
| 1956      | 3                  | 3                  | 0                  |                                       | 3                  |                    |                    |                    |                    |                    |                    |
| 1960      | nicht teilgenommen | nicht teilgenommen | nicht teilgenommen | nicht teilgenommen                    | nicht teilgenommen | nicht teilgenommen | nicht teilgenommen | nicht teilgenommen | nicht teilgenommen | nicht teilgenommen | nicht teilgenommen |
| 1964      | 4                  | 4                  | 0                  | Ovaness Megerdonian                   | 4                  |                    |                    |                    |                    |                    |                    |
| 1968      | 4                  | 4                  | 0                  | Ovaness Megerdonian                   | 4                  |                    |                    |                    |                    |                    |                    |
| 1972      | 4                  | 4                  | 0                  | Ovaness Megerdonian                   | 4                  |                    |                    |                    |                    |                    |                    |
| 1976      | 4                  | 4                  | 0                  | Lotfollah Kia Shemshaki               | 4                  |                    |                    |                    |                    |                    |                    |
| 1980–1994 | nicht teilgenommen | nicht teilgenommen | nicht teilgenommen | nicht teilgenommen                    | nicht teilgenommen | nicht teilgenommen | nicht teilgenommen | nicht teilgenommen | nicht teilgenommen | nicht teilgenommen | nicht teilgenommen |
| 1998      | 1                  | 1                  | 0                  | Hassan Shemshaki                      | 1                  |                    |                    |                    |                    |                    |                    |
| 2002      | 2                  | 2                  | 0                  | Bagher Kalhor                         | 1                  | 1                  |                    |                    |                    |                    |                    |
| 2006      | 2                  | 2                  | 0                  | Alidad Saveh Shemshaki                | 1                  | 1                  |                    |                    |                    |                    |                    |
| 2010      | 4                  | 3                  | 1                  | Marjan Kalhor                         | 3                  | 1                  |                    |                    |                    |                    |                    |
| 2014      | 5                  | 3                  | 2                  | Hossein Saveh Shemshaki               | 3                  | 2                  |                    |                    |                    |                    |                    |
| 2018      | 4                  | 2                  | 2                  | Samaneh Beirami Baher                 | 2                  | 2                  |                    |                    |                    |                    |                    |
| 2022      | 3                  | 2                  | 1                  | Atefeh Ahmadi Hossein Saveh Shemshaki | 2                  | 1                  |                    |                    |                    |                    |                    |
| Gesamt    | Gesamt             | Gesamt             | Gesamt             | Gesamt                                | Gesamt             | Gesamt             | 0                  | 0                  | 0                  | 0                  | -                  |

## Liste der Medaillengewinner

### Goldmedaillen
| Name                    | Spiele              | Sportart     | Disziplin                        |
| ----------------------- | ------------------- | ------------ | -------------------------------- |
| Imam-Ali Habibi         | 1956 Melbourne      | Ringen       | Freistil Leichtgewicht           |
| Gholamreza Takhti       | 1956 Melbourne      | Ringen       | Freistil Halbschwergewicht       |
| Mohammad Nassiri        | 1968 Mexiko-Stadt   | Gewichtheben | Bantamgewicht                    |
| Abdollah Movahed        | 1968 Mexiko-Stadt   | Ringen       | Freistil Leichtgewicht           |
| Rasoul Khadem           | 1996 Atlanta        | Ringen       | Freistil Halbschwergewicht       |
| Alireza Dabir           | 2000 Sydney         | Ringen       | Freistil Federgewicht            |
| Hossein Tavakoli        | 2000 Sydney         | Gewichtheben | Schwergewicht                    |
| Hossein Rezazadeh       | 2000 Sydney         | Gewichtheben | Superschwergewicht               |
| Hossein Rezazadeh       | 2004 Athen          | Gewichtheben | Superschwergewicht               |
| Hadi Saei Bonehkohal    | 2004 Athen          | Taekwondo    | Federgewicht                     |
| Hadi Saei Bonehkohal    | 2008 Peking         | Taekwondo    | Weltergewicht                    |
| Hamid Soryan Reihanpour | 2012 London         | Ringen       | griechisch-römisch Federgewicht  |
| Omid Haji Noroozi       | 2012 London         | Ringen       | griechisch-römisch Leichtgewicht |
| Ghasem Rezaei           | 2012 London         | Ringen       | griechisch-römisch Schwergewicht |
| Saeid Mohammadpour      | 2012 London         | Gewichtheben | Mittelschwergewicht              |
| Behdad Salimikordasiabi | 2012 London         | Gewichtheben | Superschwergewicht               |
| Kianoush Rostami        | 2016 Rio de Janeiro | Gewichtheben | Leichtschwergewicht              |
| Sohrab Moradi           | 2016 Rio de Janeiro | Gewichtheben | Mittelschwergewicht              |
| Hassan Yazdani          | 2016 Rio de Janeiro | Ringen       | Freistil Mittelgewicht           |

### Silbermedaillen
| Name                      | Spiele              | Sportart       | Disziplin                   |
| ------------------------- | ------------------- | -------------- | --------------------------- |
| Nasser Givehchi           | 1952 Helsinki       | Ringen         | Freistil Federgewicht       |
| Gholamreza Takhti         | 1952 Helsinki       | Ringen         | Freistil Mittelgewicht      |
| Mahmoud Namdjou           | 1952 Helsinki       | Gewichtheben   | Bantamgewicht               |
| Mohammad Ali Khojastepour | 1956 Melbourne      | Ringen         | Freistil Fliegengewicht     |
| Mohammad Mehdi Yaghoubi   | 1956 Melbourne      | Ringen         | Freistil Bantamgewicht      |
| Gholamreza Takhti         | 1960 Rom            | Ringen         | Freistil Halbschwergewicht  |
| Parviz Jalayer            | 1968 Mexiko-Stadt   | Gewichtheben   | Leichtgewicht               |
| Mohammad Nassiri          | 1972 München        | Gewichtheben   | Bantamgewicht               |
| Rahim Aliabadi            | 1972 München        | Ringen         | Freistil Halbfliegengewicht |
| Mansour Barzegar          | 1976 Montreal       | Ringen         | Freistil Weltergewicht      |
| Askari Mohammadian        | 1988 Seoul          | Ringen         | Freistil Bantamgewicht      |
| Askari Mohammadian        | 1992 Barcelona      | Ringen         | Freistil Federgewicht       |
| Abbas Jadidi              | 1996 Atlanta        | Ringen         | Freistil Schwergewicht      |
| Masoud Mostafa Jokar      | 2004 Athen          | Ringen         | Freistil Leichtgewicht      |
| Alireza Rezaei            | 2004 Athen          | Ringen         | Freistil Superschwergewicht |
| Sadegh Saeed Goudarzi     | 2012 London         | Ringen         | Freistil Mittelgewicht      |
| Kianoush Rostami          | 2012 London         | Gewichtheben   | Leichtschwergewicht         |
| Navab Nasirshelal         | 2012 London         | Gewichtheben   | Schwergewicht               |
| Sajjad Anoushiravani      | 2012 London         | Gewichtheben   | Superschwergewicht          |
| Mohammad Bagheri Motamed  | 2012 London         | Taekwondo      | Federgewicht                |
| Ehsan Hadadi              | 2012 London         | Leichtathletik | Diskuswurf                  |
| Eko Yuli Irawan           | 2016 Rio de Janeiro | Gewichtheben   | Federgewicht                |
| Komeil Ghasemi            | 2016 Rio de Janeiro | Ringen         | Freistil Superschwergewicht |

### Bronzemedaillen
| Name                      | Spiele              | Sportart     | Disziplin                              |
| ------------------------- | ------------------- | ------------ | -------------------------------------- |
| Mohammad Jafar Salmasi    | 1948 London         | Gewichtheben | Federgewicht                           |
| Ali Mirzaei               | 1952 Helsinki       | Gewichtheben | Bantamgewicht                          |
| Mahmoud Mollaghasemi      | 1952 Helsinki       | Ringen       | Freistil Fliegengewicht                |
| Jahanbakht Tofigh         | 1952 Helsinki       | Ringen       | Freistil Leichtgewicht                 |
| Abdollah Mojtabavi        | 1952 Helsinki       | Ringen       | Freistil Weltergewicht                 |
| Mahmoud Namdjou           | 1956 Melbourne      | Gewichtheben | Bantamgewicht                          |
| Hassan Esmaeil Elmkhah    | 1960 Rom            | Gewichtheben | Bantamgewicht                          |
| Mohammad Ebrahim Seifpour | 1960 Rom            | Ringen       | Freistil Fliegengewicht                |
| Mohammad Paziraei         | 1960 Rom            | Ringen       | griechisch-römisch Fliegengewicht      |
| Ali Akbar Heidari         | 1964 Tokio          | Ringen       | Freistil Fliegengewicht Fliegengewicht |
| Mohammad-Ali Sanatkaran   | 1964 Tokio          | Ringen       | Freistil Weltergewicht                 |
| Aboutaleb Talebi          | 1968 Mexiko-Stadt   | Ringen       | Freistil Bantamgewicht                 |
| Shamseddin Seyed Abbasi   | 1968 Mexiko-Stadt   | Ringen       | Freistil Federgewicht                  |
| Ibrahim Javadi            | 1972 München        | Ringen       | Freistil Halbfliegengewicht            |
| Mohammad Nassiri          | 1976 Montreal       | Gewichtheben |                                        |
| Amir Reza Khadem          | 1992 Barcelona      | Ringen       | Freistil Weltergewicht                 |
| Rasoul Khadem             | 1992 Barcelona      | Ringen       | Freistil Mittelgewicht                 |
| Amir Reza Khadem          | 1996 Atlanta        | Ringen       | Freistil Mittelgewicht                 |
| Hadi Saei Bonehkohal      | 2000 Sydney         | Taekwondo    | Federgewicht                           |
| Youssef Karami            | 2004 Athen          | Taekwondo    | Weltergewicht                          |
| Alireza Heidari           | 2004 Athen          | Ringen       | Freistil Schwergewicht                 |
| Morad Mohammadi           | 2008 Peking         | Ringen       | Freistil Leichtgewicht                 |
| Ehsan Naser Lashgari      | 2012 London         | Ringen       | Freistil Leichtschwergewicht           |
| Komeil Ghasemi            | 2012 London         | Ringen       | Freistil Superschwergewicht            |
| Hassan Rahimi             | 2016 Rio de Janeiro | Ringen       | Freistil Federgewicht                  |
| Saeid Mourad Abdvali      | 2016 Rio de Janeiro | Ringen       | griechisch-römisch Mittelgewicht       |
| Ghasem Rezaei             | 2016 Rio de Janeiro | Ringen       | griechisch-römisch Schwergewicht       |
| Kimia Alisadeh            | 2016 Rio de Janeiro | Taekwondo    | Federgewicht                           |

## Medaillen nach Sportart
| Sportart       | Gold | Silber | Bronze | Gesamt |
| Ringen         | 9    | 14     | 20     | 43     |
| Gewichtheben   | 8    | 6      | 5      | 19     |
| Taekwondo      | 2    | 1      | 3      | 6      |
| Leichtathletik | 0    | 1      | 0      | 1      |
| Gesamt         | 19   | 22     | 28     | 69     |